# برم (بربرود الغربي)
برم (بالفارسية: برم) هي قرية تقع في إيران في قسم بربرود الغربي الریفي. يقدر عدد سكانها بـ 344 نسمة بحسب إحصاء 2016.